# Шахта «Єнакіївська»
ДП "Шахта «Єнакіївська». Входить до ВО «Орджонікідзевугілля». Розташована у смт. Малоорлівка, Шахтарського району, Донецької області.
Стала до ладу у 1956 р. Фактичний видобуток 1730/756 т/добу (1990/1999). У 2003 р. видобуто 228 тис.т вугілля.
Максимальна глибина 390 м (1990—1999). Протяжність підземних виробок 81,3/60,2 км (1990/1999).
Кількість працюючих 1672/1717, в тому числі підземних 1206/1557 осіб (1990/1999).
Адреса: 86222, смт. Малоорлівка, Шахтарський район, Донецької обл.